# USS Abel P. Upshur (DD-193)
USS Abel P. Upshur (DD-193) là một tàu khu trục lớp Clemson được Hải quân Hoa Kỳ chế tạo vào cuối Chiến tranh Thế giới thứ nhất, trong Chiến tranh Thế giới thứ Hai được chuyển cho Hải quân Hoàng gia Anh Quốc như là chiếc HMS Clare cho đến khi chiến tranh kết thúc và bị tháo dỡ năm 1945. Nó là chiếc tàu chiến duy nhất của Hải quân Hoa Kỳ được đặt tên theo Bộ trưởng Hải quân Abel Parker Upshur.

## Thiết kế và chế tạo
Abel P. Upshur được đặt lườn vào ngày 20 tháng 8 năm 1918 tại xưởng tàu của hãng Newport News Shipbuilding & Dry Dock Company ở Newport News, Virginia. Nó được hạ thủy vào ngày 14 tháng 2 năm 1920, được đỡ đầu bởi bà George J. Benson, cháu Bộ trưởng Upshur; và đưa ra hoạt động tại xưởng hải quân Norfolk vào ngày 23 tháng 11 năm 1920 dưới quyền chỉ huy của Hạm trưởng, Đại úy Hải quân Vincent H. Godfrey.

## Lịch sử hoạt động

### USSAbel P. Upshur
Sau khi nhập biên chế, Abel P. Upshur được phân về Đội khu trục 37 thuộc Hải đội 3, Hạm đội Đại Tây Dương. Nó hoạt động dọc theo vùng bờ Đông Hoa Kỳ, tham gia các cuộc thực tập và cơ động cho đến khi được cho xuất biên chế tại Xưởng hải quân Philadelphia vào ngày 7 tháng 8 năm 1922. Nó được cho hoạt động trở lại tại Xưởng hải quân Washington vào tháng 3 năm 1928 như một tàu huấn luyện do nhân sự của Hải quân Dự bị của hạt Columbia, và tiếp tục trong vai trò này cho đến ngày 5 tháng 11 năm 1930, khi nó được chuyển thuộc dưới quyền Bộ Tài chính Hoa Kỳ. Tên nó được rút khỏi danh sách Đăng bạ Hải quân, và nó phục vụ cùng lực lượng Tuần duyên Hoa Kỳ trong các nỗ lực ngăn chặn buôn lậu rượu vào Hoa Kỳ.
Abel P. Upshur được đưa trở lại sở hữu của Hải quân vào ngày 21 tháng 5 năm 1934, nhưng tiếp tục bị bỏ không tại Philadelphia cho đến ngày 4 tháng 12 năm 1939, khi nó được cho nhập biên chế trở lại và gia nhập Hải đội Đại Tây Dương. Nó hoạt động dọc theo vùng bờ Đông trong nhiệm vụ Tuần tra Trung lập. Đến ngày 9 tháng 9 năm 1940, nó được cho xuất biên chế tại Halifax, Nova Scotia; con tàu được chuyển cho Hải quân Hoàng gia Anh theo Thỏa thuận đổi tàu khu trục lấy căn cứ, theo đó 50 tàu khu trục cũ sẽ trao cho Anh đổi lấy quyền thuê lại trong 99 năm các căn cứ chiến lược tại vùng Tây Bán Cầu. Tên nó một lần nữa được rút khỏi danh sách Đăng bạ Hải quân vào ngày 8 tháng 1 năm 1941.

### HMSClare

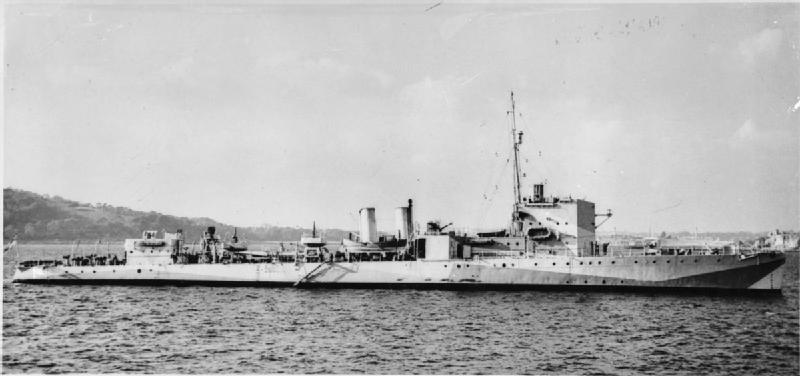
Tàu khu trục HMS Clare

Nhập biên chế cùng Hải quân Anh như là chiếc HMS Clare thuộc lớp Town, nó được phân về Chi hạm đội 1 và đi đến Belfast, Bắc Ireland vào ngày 26 tháng 9 năm 1940. Nó gia nhập Đội hộ tống 7 và bắt đầu hộ tống các đoàn tàu vận tải vượt Đại Tây Dương. Vào ngày 20 tháng 2 năm 1941, nó cứu vớt thủy thủ đoàn của chiếc tàu hơi nước Anh Rigmor đang bị chìm, và vào những giờ đầu tiên của ngày 21 tháng 2, nó va chạm với chiếc xuồng máy Petertoum, chịu đựng một số hư hại.
Sau khi được sửa chữa tại Plymouth, Anh từ tháng 3 đến tháng 10, Clare tiếp tục hoạt động cùng Đội hộ tống 41 trực thuộc Bộ chỉ huy Tiếp cận phía Tây. Nó được cải biến để tối ưu cho nhiệm vụ hộ tống vận tải đường dài bằng cách tháo dỡ hai nồi hơi phía trước thay bằng các thùng nhiên liệu bổ sung; điều này giúp gia tăng tầm xa hoạt động nhưng làm giảm tốc độ tối đa xuống còn 25 hải lý trên giờ (46 km/h). Ba trong số các khẩu pháo hải pháo 4 inch/50 caliber ban đầu và một dàn ống phóng ngư lôi ba nòng cũng được tháo dỡ để giảm bớt trọng lượng nặng bên trên, lấy chỗ chứa thêm mìn sâu và trang bị một dàn súng cối chống tàu ngầm Hedgehog.
Vào mùa Thu năm 1942, Clare tham gia các cuộc đổ bộ lên Bắc Phi trong khuôn khổ chiến dịch Torch. Nằm trong thành phần Lực lượng Đặc nhiệm Hải quân phía Đông, nó hỗ trợ cho cuộc đổ bộ gần Algiers. Vào ngày 12 tháng 11 năm 1942, chiếc tàu khu trục đã tấn công một tàu ngầm U-boat Đức tại vùng biển phía Bắc Oran, Algeria, và khai nhận đã đánh chìm tàu đối phương. Nó rời Gibraltar ngày 17 tháng 11 năm 1942 để quay về Anh tiếp tục nhiệm vụ hộ tống tàu bè vượt đại dương.
Đến tháng 7 năm 1943, Clare tham gia chiến dịch tấn công chiếm đóng Sicily. Nó vào ụ tàu tại Cardiff, Wales vào tháng 9 năm đó, và quay trở lại hoạt động vào tháng 5 năm 1944, phục vụ như một tàu mục tiêu để huấn luyện các đội bay thuộc Bộ chỉ huy Tiếp cận phía Tây. Khi chiến tranh kết thúc, nó được đưa về lực lượng dự bị tại Greenock, Scotland vào tháng 8 năm 1945 và bị tháo dỡ sau đó.